# Лаино-Борго
Лаи́но-Бо́рго (итал. Laino Borgo) — коммуна в Италии, располагается в регионе Калабрия, подчиняется административному центру Козенца.
Население составляет 2245 человек, плотность населения составляет 40 чел./км². Занимает площадь 56 км². Почтовый индекс — 87014. Телефонный код — 0981.
Покровительницей коммуны почитается Пресвятая Богородица (Madonna delle Cappelle), празднование в третье воскресение сентября.